# Вестерос (хоккейный клуб)
ВИК Вестерос Хоккей Клуб (швед. VIK Västerås Hockey Klubb) — шведская хоккейная команда из города Вестерос. На 2014 год, выступает во втором по силе шведском дивизионе Аллсвенскан. В сезонах 1988/89 — 2000/01 Вестерос выступал в Элитсерии (высшем дивизионе), однако в конце сезона объявил себя банкротом и потерял профессиональный статус. В 2005 году профессиональная команда была восстановлена.

## История
Спортивный клуб «Вестерос» был основан в 1913 году, а в 1939 году был основан хоккейный отдел клуба. В 1947 году команда впервые вышла в высшую лигу Швеции, «Аллсвенскан». С 1947 по 1975 год команда балансировала между первой и второй лигой. В 1975 году была сформирована Шведская хоккейная лига, и «Аллсвенскан» стал второй по силе лигой. «Вестерос» же продолжил выступление в ней.
В 1980 году распался спортивный клуб «Вестерос», и хоккейный отдел стал самостоятельным клубом. В 1988 году команда пробилась в высшую лигу. В сезоне 1988/89 «Вестерос» занял 11-е место, однако по итогам плей-офф за сохранение в высшей лиге остался в чемпионате. В сезоне 1990/91 «Вестерос» впервые в истории вышел в полуфинал плей-офф ШХЛ. В сезоне 1992/93 команда выиграла регулярный чемпионат, однако в плей-офф лиги команда выбыла в первой же стадии, уступив «Юргордену».
В 1999 году молодёжная команда «Вестероса», «Вестерос Ангдом» выделилась в отдельный клуб. В июне 2000 года из-за банкротства команда была выведена из состава участников Шведской хоккейной лиги, а его лицензия была передана «Ангдому», который заявился в третью лигу. В 2004 году команда вышла во вторую лигу. В 2005 году «Вестерос Ангдом» был переименован в «Вестерос».

## Неиспользуемые номера
- 5 — Уно Эрлунд
- 82 — Маркус Сёдерквист